# Partnair
Partnair – norweskie czarterowe linie lotnicze działające w latach 1968–1989, obsługujące głównie połączenia czarterowe na terenie Europy Północnej. Były własnością Rolfa Terje Toresena.

## Historia
Linia lotnicza została założona jako Paralift w 1968 roku, aby umożliwić grupie przyjaciół eksploatację samolotu Cessna 182 do skoków spadochronowych. W 1971 roku przedsiębiorstwo rozpoczęło działalność komercyjną i do 1975 roku nabyło cztery dwusilnikowe samoloty Cessna. Linia koncentrowała się na lotach czarterowych dla biznesu. Pod koniec lat 70. flota została zastąpiona samolotami Piper PA-31 Navajo. Nazwa Partnair została przyjęta w połowie lat 70. Pierwszy z ośmiu zakupionych ostatecznie samolotów Beechcraft King Air oraz jego późniejszych wariantów Super został nabyty w 1978 roku. W 1983 roku Partnair przez krótki czas użytkował dwa odrzutowce Cessna 550 Citation II.
W 1984 roku linia połączyła się z Nor-Fly Charter, nabywając dwa samoloty Convair 580, do których trzeci dołączył w 1986 roku. W 1985 roku przedsiębiorstwo zbudowało nowy hangar i kompleks biurowy. Jedyny okres prowadzenia regularnych lotów pasażerskich miał miejsce w latach 1985–1986 z portu lotniczego Notodden, Tuven. Firma popadła w poważne trudności finansowe i ogłosiła bankructwo w 1987 roku, lecz wkrótce wznowiła działalność. Katastrofa Partnair Flight 394 z 8 września 1989 roku okazała się ostatecznym ciosem – 11 października linia ponownie ogłosiła bankructwo. Działalność została później wznowiona jako Air Stord.

## Flota
- Beechcraft King Air 100 (2 sztuki)
- Beechcraft Super King Air 200 (6 sztuk)
- Convair CV-580 (3 sztuki)

Stara flota
- Cessna 180 (1 sztuka)
- Cessna 182 (1 sztuka)
- Cessna 310 (1 sztuka)
- Cessna 320 (1 sztuka)
- Cessna 401A (1 sztuka)
- Cessna 402B (1 sztuka)
- Cessna 404 Titan (1 sztuka)
- Cessna 550 Citation II (2 sztuki)
- de Havilland Dragon Rapide (1 sztuka)
- Piper PA-31 Navajo (6 sztuk)
- Piper PA-31T Cheyenne (2 sztuki)
- Piper PA-31 Chieftain (3 sztuki)

## Wypadki i incydenty
- Katastrofa lotu Partnair 394